# Hector Pellerin
Hector Pellerin (* 31. Oktober 1887 in Montreal; † 18. Oktober 1953 ebenda) war ein kanadischer Sänger, Schauspieler und Entertainer.
Pellerin absolvierte eine Klavier- und Orgelausbildung bei Alexis Contant und Joseph-Daniel Dussault und begann seine musikalische Laufbahn als Stummfilmpianist am Ouimetoscope. Von 1909 bis 1911 war er Organist in Amesbury, Massachusetts, danach kehrte er nach Montreal zurück und trat dort als Schauspieler am Théâtre Canadien (1911–1912), dem Théâtre Chanteclerc (1912–1914) und dem Théâtre National (1914–1916) auf.
Ab 1916 entstanden bei den Labels Columbia Records, His Master’s Voice und Starr Aufnahmen von Songs Henri Christinés und Fragsons und französischer Bearbeitungen von Tin-Pan-Alley-Titeln. Er sang u. a. Irving Berlins "Everybody's Doing It Now" ("C'est pour vous!"), George Gershwins und Irving Caesars "Swanee", "Yes! We Have No Bananas" ("Oui, des bananes on en a") von Frank Silver und Irving Cohn und "For Me and My Gal" ("Pour toi et pour moi") von George W. Meyer, Edgar Leslie und E. Ray Goetz, aber auch Songs kanadischer Komponisten wie Gitz Rices "Dear Old Pal of Mine" und eigene Kompositionen (z. B. Quand on est vieux). Dem Trend exotischer Südseemusik folgte er mit Titeln wie Liliʻuokalanis Aloha ʻOe.
Auf Anregung von Henri Miro und Albert Roberval wandte sich Pellerin auch der Operette zu. Er sang in La Petite bohème und Ma mie Rosette und trat neben Jeanne Maubourg in Edmond Audrans Gilette de Narbonne auf. Im Cabaret trat er mit eigenen Songs auf, bei denen er sich im Stil Fragsons selbst begleitete. Für den Rundfunk war Pellerin seit 1920 aktiv. Bei CKAC Montréal hatte er von 1933 bis 1943 regelmäßige Sendungen; die Canadian Elma Hair Waver Co. Limited, Sponsor der Sendung, veröffentlichte ein Songbook mit seinen beliebtesten französischen Chansons.